# Golfo dell'Honduras
Il golfo dell'Honduras (in lingua spagnola Golfo de Honduras; in inglese Gulf of Honduras) è una ampia insenatura del mar dei Caraibi in corrispondenza della costa orientale dell'America Centrale. È delimitato dalla costa centro-meridionale del Belize, dell'intera linea costiera del Guatemala e dalla costa dell'Honduras nord-occidentale.

## Geografia
Il golfo si estende per circa 200 km da Dangriga nel Belize a La Ceiba in Honduras. In prossimità della costa del Guatemala si protende nel golfo la penisola di Punta Manabique che divide le ampie baie di Amatique a occidente e di Omoa a oriente. Sulla costa nord-orientale dell'Honduras si apre la baia di Tela.
Dal Belize meridionale vi defluiscono numerosi fiumi. Tra questi il Monkey, il Moho ed il fiume Sarstoon che segna il confine tra il Belize e il Guatemala. Dal Guatemala vi defluisce il Rio Duce, che è l'emissario del lago Izabal, ed il fiume Motagua che nel tratto finale scorre al confine con l'Honduras. I fiumi principali che defluiscono nel golfo dall'Honduras sono l'Ulúa e il Leán.
Nel fondale marino del golfo prospiciente la costa del Belize si snoda la parte meridionale della barriera corallina del Belize. Diversi centri abitati si affacciano sulle acque del golfo. Tra questi i principali insediamenti sulla costa del Belize sono Dangriga, Monkey River e Punta Gorda. Sulla costa guatemalteca sono situate Livingston e l'importante città portuale di Puerto Barrios. Sulla costa honduregna sono situate Puerto Cortés (il maggiore porto dell'Honduras) e La Ceiba posta al limite orientale del golfo.